# Plinska turbina
Plinska turbina je energetski stroj koji pretvara energiju plinova povišenoga tlaka i temperature u koristan mehanički rad (turbina). Najčešće se sastoji od strujnoga kompresora (turbokompresora) koji dobavlja zrak u turbinu, komore izgaranja u kojoj izgaranjem tekućeg ili plinovitoga goriva nastaju plinovi izgaranja povišenoga tlaka i temperature, te turbine nalik parnoj turbini, u kojoj se kinetička energija strujanja plinova pretvara u koristan rad vrtnje vratila. Zrak se, prije no što se uvede u komoru izgaranja, stlači u aksijalnom ili centrifugalnom turbokompresoru, obično smještenom na istom vratilu kao i turbina koja ga ujedno pokreće (jednoosovinska izvedba). Turbina može imati više stupnjeva, od kojih nekoliko pokreće kompresor, a ostali pokreću radno vratilo stroja. Kod kompresora koji zahtijevaju značajnu snagu (više od 2/3 snage turbine) između pojedinih se grupa stupnjeva osigurava međuhlađenje zraka. Za poboljšanje rada uvodi se i međuizgaranje, kada se turbina najčešće sastoji od dvije grupe turbinskih stupnjeva između kojih se nalazi dodatna komora izgaranja. Kako bi se iskoristio dio topline ispušnih plinova na izlasku iz turbine, plinovi se prethodno uvode u izmjenjivač topline u kojem predgrijavaju zrak što ulazi u komoru izgaranja.
U komoru izgaranja plinske turbine otvorenoga sustava dovodi se atmosferski zrak, a razvijeni plinovi izgaranja ispuštaju se u atmosferu. Taj je sustav jednostavan i ekonomičan, pa se zato najčešće primjenjuje. Kako plinovi nastali izgaranjem goriva preuzimaju ulogu radnoga fluida, izgaranje mora biti potpuno kako se turbina i izmjenjivač topline ne bi zaprljali. Plinska turbina otvorenoga sustava primjenjuje se u turbomlaznim motorima zrakoplova, za pogon brzih ratnih brodova, lokomotiva, električnih generatora i slično. Plinske turbine zatvorenoga sustava manje se koriste. Kod njih je radni fluid vrući zrak koji struji kroz kompresor, zagrijač zraka, turbinu, hladnjak i ponovno prema kompresoru. Zrak se zagrijava prolaskom kroz cijevne snopove zagrijača, koji se griju izgaranjem goriva. Radni fluid nije u dodiru s plinovima izgaranja, pa se mogu koristiti manje kvalitetna i jeftinija goriva, bez opasnosti od prljanja turbine i izmjenjivača topline. Osim toga, prednost je zatvorenoga sustava u tlaku zraka koji se na ulasku u kompresor može održavati višim od atmosferskoga, što pridonosi razmjernomu povećanju cjelokupnoga tlaka u turbini, a time i njezine snage.
Prvu plinsku turbinu patentirao je britanki inženjer John Barber 1791., no njezin je rad bio dostatan tek za stlačivanje zraka. Do značajnijega razvoja došlo je u drugoj polovini 19. stoljeća, prije svega zahvaljujući razvoju učinkovitijih turbokompresora. Godine 1930. Frank Whittle patentirao je primjenu plinske turbine za mlazni motor zrakoplova, a prvi je takav zrakoplov izrađen u njemačkoj tvornici Heinkel 1939. Nakon snažnog razvoja koji je potom slijedio, to je do danas ostalo najznačajnije područje primjene plinske turbine.
Plinska turbina spada u motore s unutarnjim izgaranjem. Na ulazu se nalazi kompresor, koji povećava tlak ulaznih plinova, dok im smanjuje obujam, komore za izgaranje i turbine, gdje se vrući plin usmjerava preko statorskih lopatica na turbinske lopatice, te ih okreće. U komori za izgaranje ulazi zrak, koji se miješa s gorivom i zatim pali, čime se unosi energija. U komori za izgaranje, koja ima veliki tlak, izgaranje goriva stvara i velike temperature. Proizvodi izgaranja prisilno ulaze u turbinu, s velikom brzinom i protokom, gdje se preko mlaznica usmjeruje na lopatice, koje se okreću, a ispušni plinovi izlaze sa smanjenom temperaturom i tlakom. Dobivena energija može se prenijeti preko vratila, komprimiranog zraka ili potiska, ovisno o tome primjenjuje li se za zrakoplove, vlakove, brodove, električne generatore ili čak za tenkove.

## Povijest
- 150. Heronova kugla ili eolipil: Heron prvi upotrebljava paru za pogon. Grijao je šuplju kuglu s vodom dok voda nije proključala. Para je izlazila kroz dvije cijevi savinute u suprotnim smjerovima i tako uzrokovala okretanje kugle. Time je otvarao vrata hrama na opće čuđenje i zaprepaštenje.
- 1500. Leonardov ražanj: Leonardo da Vinci je napravio aksijalni turbinski rotor i ugradio ga na izlaznu cijev dimnjaka, iznad ložišta i time preko prijenosa, pokretao ražanj, na kojem se peklo meso.
- 1678. Ferdinand Verbiest je sagradio prvo vozilo, koje je pokretao mlaz pare iz vrućeg kotla, za kineskog cara.
- 1894. Charles Algernon Parsons je prvi napravio brod, kojeg je nazvao Turbinia, a pokretala ga je plinska turbina, koja je okretala brodski vijak.
- 1913. Nikola Tesla je patentirao Teslinu turbinu, koja je radila zbog djelovanja graničnih slojeva.
- 1930. Frank Whittle je patentirao plinsku turbinu na mlazni pogon, a mlazni motor je uspješno napravio 1937. godine
- 1939. Prva 4 MW plinska turbina je izgrađena za proizvodnju električne energije, u mjestu Neuchâtel, u Švicarskoj.[2]

## Teorijske osnove
Plinovi prolaze kroz idealnu plinsku turbinu u 3 termodinamička procesa: izentropsko (konstantna entropija) sabijanje, izobarno (konstantni tlak) izgaranje i izentropsko širenje. Sve zajedno, to daje Braytonov ciklus. 
Kod stvarnih plinskih turbina, plinovi se prvo ubrzavaju s aksijalnim ili centrifugalnim kompresorom. Zatim se plinovi usporavaju kroz mlaznice, povećavajući tlak i temperaturu. Mali dio energije se gubi zbog zagrijavanja, trenja i turbulencije plinova. U komori za izgaranje, stvara se toplina kod konstantnog tlaka i povećava se obujam plinova. Mali gubici tlaka nastaju zbog trenja. Kako se volumen plinova širi, oni se ubrzavaju kroz mlaznice i pokreću lopatice turbine. Kod idealnog procesa, plinovi bi trebali napustiti turbinu, pod istim tlakom s kojim su ušli u kompresor, ali i tu nastaju mali gubici, zbog trenja i turbulencije, a mala razlika tlaka se koristi za izbacivanje ispušnih plinova.
Kao i kod svih toplinskih strojeva, veća temperatura izgaranja će omogućiti veći stupanj termičkog iskorištenja. Ipak, temperature su ograničene s mogućnostima čelika, nikla, keramike i ostalih materijala da se odupru temperaturama i naprezanjima. Zbog toga, lopatice turbine imaju često veoma složen postupak hlađenja. 
Opće je pravilo, što je turbina manja, to je veća brzina okretanja. Brzina lopatica je ograničavajući faktor tlakova koji se mogu stvoriti kod turbine i kompresora. Veliki mlazni motori rade do 10 000 okretaja u minuti, dok mikro turbine mogu ići i do 500 000 okretaja u minuti. 
Mehanički gledano, plinske turbine su jednostavnije od motora s unutrašnjim sagorijevanjem. Jednostavne turbine imaju nekoliko dijelova: osovinu, kompresor, komoru za izgaranje i turbinu. Ipak, velika točnost u izradi dijelova i potrebna otpornost na temperature, čine turbinama složenijim za proizvodnju od klipnih strojeva. Mlazni motori su ipak složeniji za proizvodnju: višestruke osovine, na stotine turbinskih lopatica, pokretne statorske lopatice i složen sistem cjevovoda, komore za izgaranje i izmjenjivača topline.  
Aksijalni i ravni ležaji su kritični dijelovi konstrukcije. Dugo vremena su se koristili hidrodinamički uljni ležajevi ili kuglični ležajevi hlađeni uljem. Danas su oni nadmašeni sa specijalnim ležajevima s folijom, koji se mogu koristiti i kod mikroturbina. 

## Vrste plinskih turbine

### Mlazni motori
Mlazni motori se dijele na četiri osnovne skupine:
- Turbo-mlazni motori najstariji su i najjednostavnija vrsta mlaznog motora koji se ugrađuje na zrakoplove s većim brzinama i malog čeonog presjeka
- Turbo-ventilatorski motor, dvoprotočni je motor kod kojeg se zrak prvo stlačuje pomoću prednjeg ventilatora, dio zraka ulazi u kompresor, a dio obilazeći jezgru motora, odlazi u atmosferu ili ulazi u prostor iza turbine, miješajući se s ispušnim plinovima prije ulaska u mlaznice.
- Turbo-propelerni motori, većinu energije mlaza ispušnih plinova koriste za pokretanje turbine, koja preko osovine direktno ili preko zupčanika pokreće propeler.
- Turbo-osovinski motori, dio energije mlaza ispušnih plinova koriste za pokretanje osovine. Glavna razlika prema turbo-propelerskim motorima je u tome da preostali ispušni plinovi stvaraju određeni potisak. Druga razlika je u prijenosniku sila koji je sastavni dio zrakoplova, a ne motora.

### Industrijske plinske turbine za elektrane
Industrijske plinske turbine za elektrane imaju snažniju konstrukciju od mlaznih motora, jače ležajeve, lopatice, nosive okvire. Mogu imati stupanj termičkog iskorištenja i do 60%, ako se nalaze u kombiniranim termoelektranama. Mogu se koristiti i u kogeneracijskim sistemima, gdje se ispušni plinovi koriste za grijanje vode ili za apsorpcijski hladnjak. Ovakvi strojevi zahtijevaju posebno namjensko kućište, koje štiti turbinu i prigušuje buku.
Plinske elektrane su posebno korisne kao vršne elektrane, kada se treba brzo uključiti u elektroenergetski sustav, za vrijeme vršne potrošnje električne energije, na nekoliko sati. Normalno, stupanj termičkog iskorištenja, same plinske turbine je 35% do 40%.

### Mikroturbine
Mikroturbine se sve više koriste, posebno za manje elektrane i kogeneracijske primjene. Sve više se mikroturbine ugrađuju u hibridne električne automobile. Raspon snaga može biti manji od kW do nekoliko stotina kW. Prednost u odnosu na klipne motore je taj što imaju veći omjer snage u odnosu na težinu stroja. Nedostatak je što imaju slabije iskorištenje na manjim brzinama i kod čestih promjena brzina. Koriste većinu komercijalnih goriva, osim što imaju problema s paljenjem petroleja i dizela, za što trebaju dodatni izvor za paljenje, recimo plin propan. Stupanj termičkog iskorištenja je između 25% i 35%.

### Vanjsko izgaranje
Većina plinskih turbina su strojevi s unutrašnjim izgaranjem, ali se izrađuju i s vanjskim izgaranjem. To se koristi ako se želi iskoristiti ugljen u prahu ili sitno isjeckana biomasa. U tom slučaju se koristi izmjenjivač topline, da bi kroz turbinu išao samo čisti zrak. Stupanj termičkog iskorištenja je manji od strojeva s unutrašnjim izgaranjem, pa ima smisla samo za jeftina goriva.

## Vanjske poveznice
- Turbina Hrvatska tehnička enciklopedija, portal hrvatske tehničke baštine. LZMK